# Autobacs Seven
Autobacs Seven Co., Ltd. (株式会社オートバックスセブン Kabushiki gaisha Ōtobakkusu Sebun?) (TYO: 9832) Es un minorista de repuestos y accesorios de automóviles con sede en Japón, con sucursales principalmente en Asia y tiendas también ubicadas en Francia.

## Etimología
A Autobacs se le dio el siguiente acrónimo, que refleja los productos que la empresa proporcionaba antes de su cambio de nombre a Autobacs en 1980:
- AUTO: Appeal, Unique, Tire, Oil (Atractivo, Único, Neumático, Aceite)
- BACS: Battery, Accessory, Car electronics, Service (Batería, Accesorios, Electrónica del coche, Servicio)

Se dice que "Seven" en el nombre de la empresa refleja la filosofía de Autobacs de buscar séptimos productos para los clientes.

## Historia
Autobacs fue fundada por Toshio Sumino en 1947 en Fukushima-ku, Osaka como Suehiro Shokai Co., Ltd., que se reorganizó en Fuji Shokai Co., Ltd. un año después.
En 1960, Sumino abrió Fuji Drive Shop, la primera tienda de productos automotrices a gran escala de Japón, y en 1969 se involucró en el patrocinio de deportes de motor al patrocinar un automóvil en el Gran Premio de Japón.
En 1974, se inauguró la primera tienda Autobacs, la "Autobacs Higashi Osaka Store", en Daitō, Osaka. Al año siguiente, Autobacs gestionaría su primera tienda franquiciada, la "Autobacs Hakodate Nakamichi Store" en Hakodate, Hokkaidō. En 1977, Autobacs comenzó a desarrollar y vender su propio aceite de motor y neumáticos en sus propias tiendas. A finales de la década, Autobacs abrió su tienda número 100 y, en 1984, la número 200. El nombre de la empresa cambió oficialmente de Fuji Shokai a Autobacs en marzo de 1980.
El 11 de julio de 2005, Autobacs firmó un acuerdo de colaboración con la cadena británica Halfords. El 13 de diciembre de 2005, Autobacs adquirió el 5% de la empresa (11.400.000 acciones) por aproximadamente 7.500 millones de yenes.

### ASL

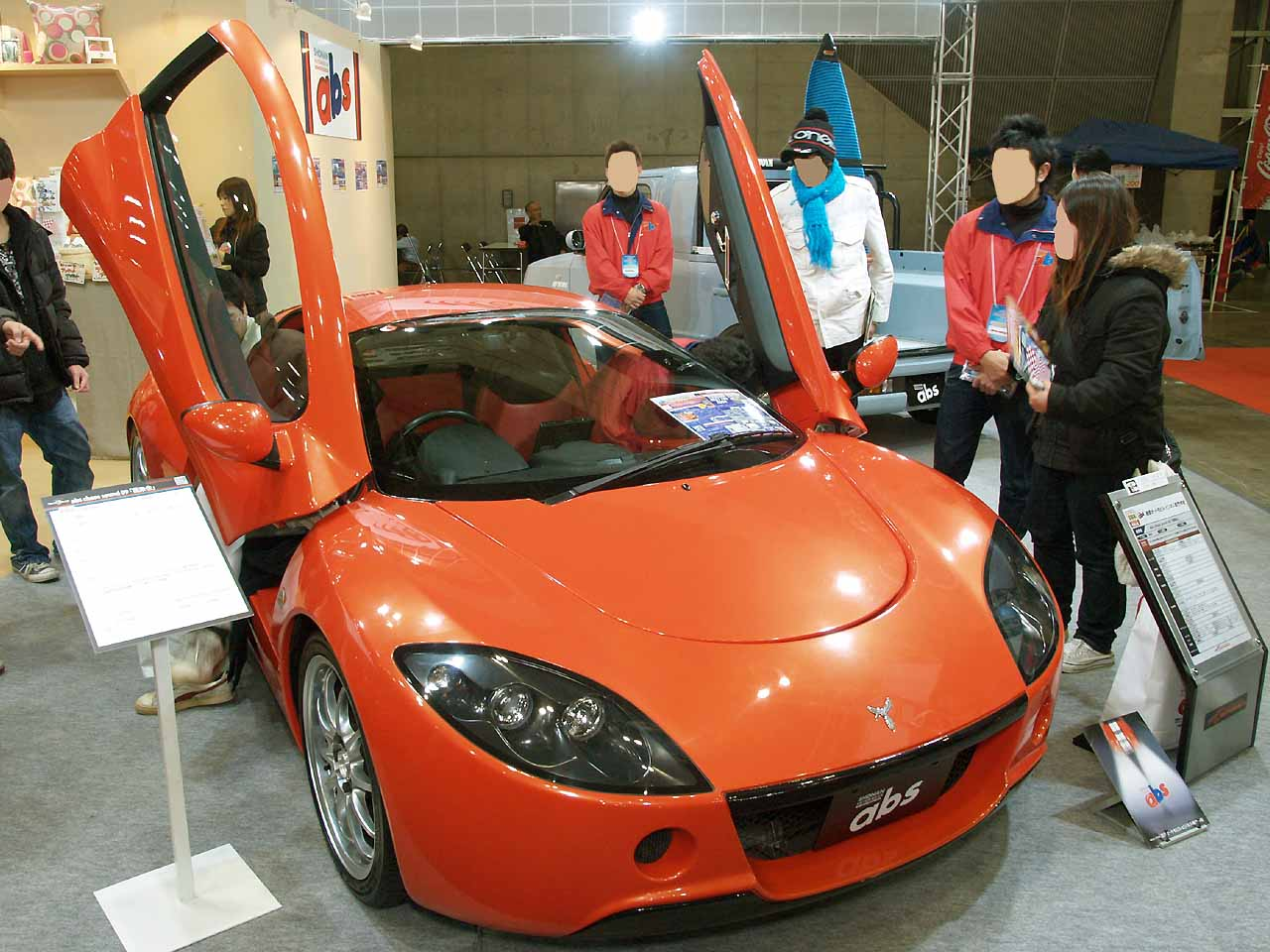
El frontal del ASL Garaiya, con la puerta abierta

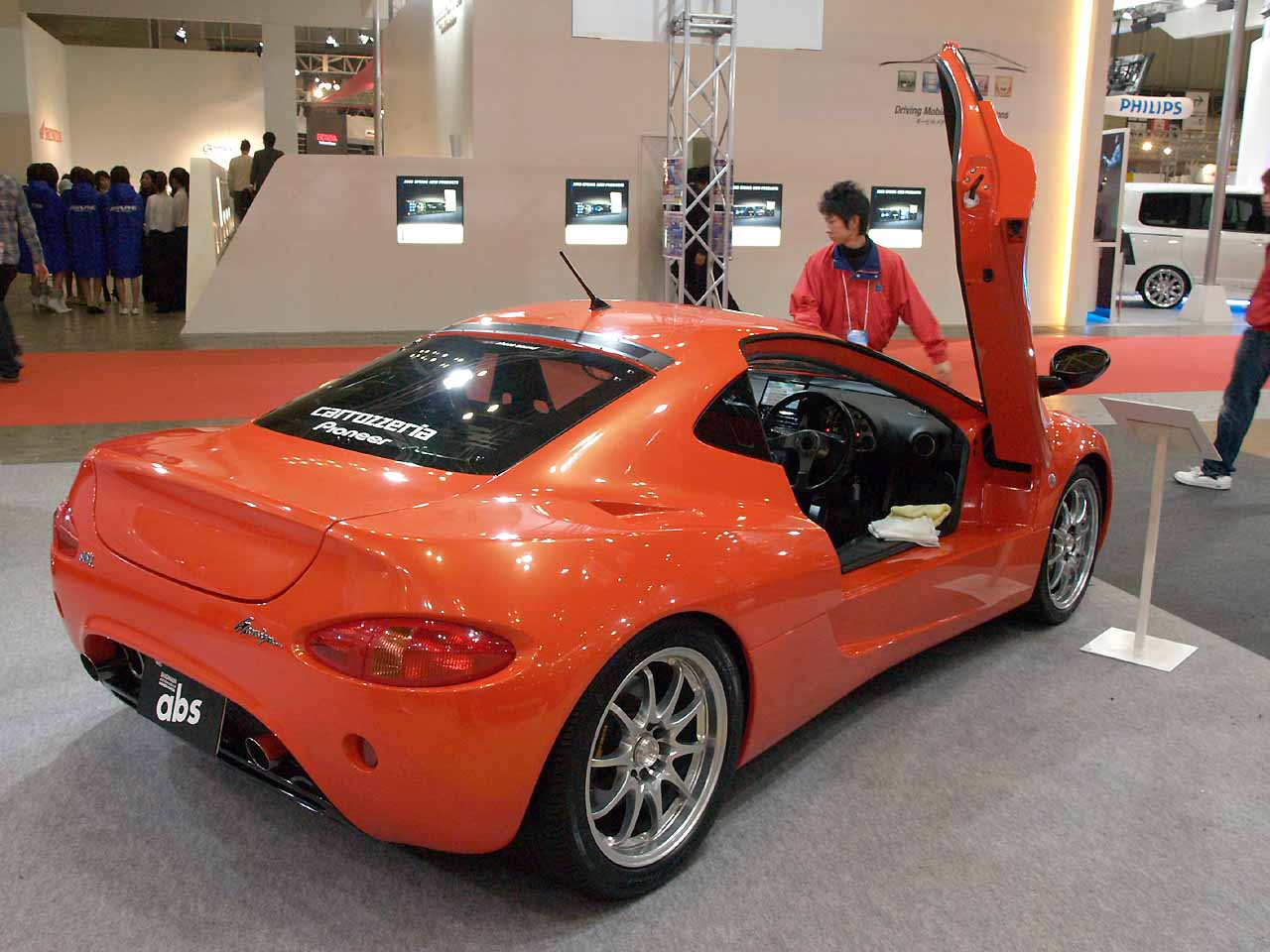
ASL Garaiya (Vista trasera)

A finales de la década de 1990, el fabricante de automóviles especiales Tommykaira atravesó dificultades financieras como consecuencia de la Década perdida. En 2001, fue adquirido por Autobacs, que rebautizó su división de fabricación de automóviles como ASL (Autobacs Sportscar Laboratory), lo que permitió al fabricante de piezas de recambio seguir operando con su nombre habitual.

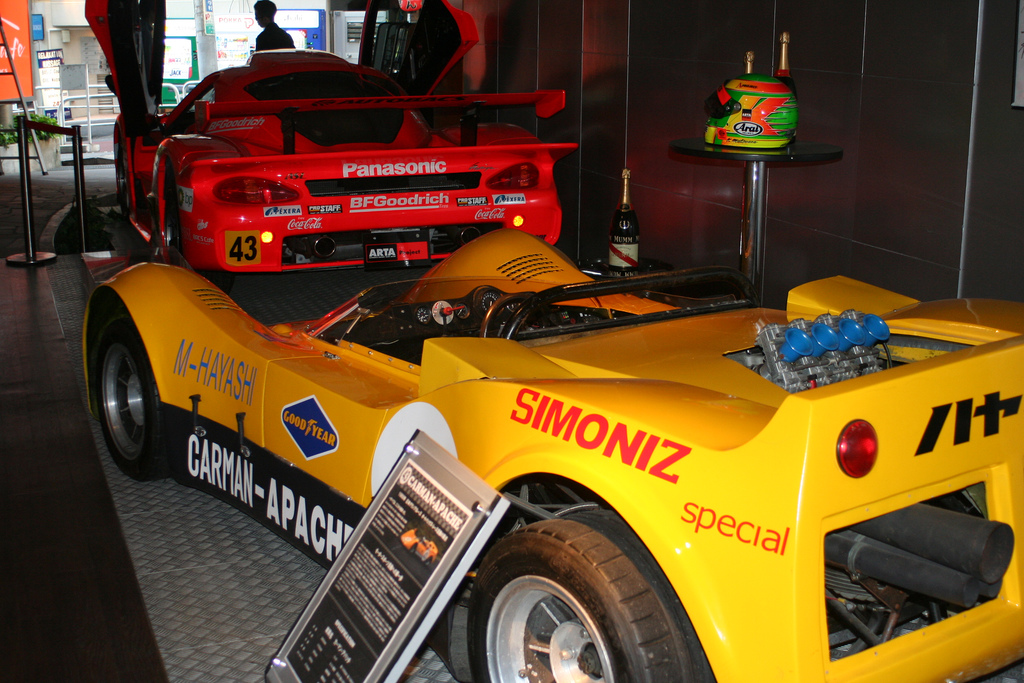
Vestíbulo del Autobacs Bar (Roppongi, Tokio) con un Autobacs Garaiya GT300 y un Carman-Apache de 1969

TEl primer coche planeado para producción por ASL fue el Garaiya. Como no se vendió ninguno, no se sabe mucho sobre ASL ni sobre el Garaiya, solo que se trata de un pequeño deportivo basado en el Tommykaira ZZ, con una potencia de unos 180 CV (134,2 kW) proveniente de un motor Nissan SR20VE y un peso aproximado de 900 kilogramos (1984,2 lb). Los clientes participaban en el desarrollo final de la suspensión de su coche para adaptarla a sus preferencias o estilo de conducción.
Un Garaiya modificado participó en la clase GT300 del Super GT de 2003 a 2012 por parte de Autobacs Racing Team Aguri, un equipo formado por Autobacs y el expiloto japonés de F1 Aguri Suzuki. Tras los cambios en las reglas del Super GT en 2012, que prohibieron la participación de coches de producción de bajo volumen en carreras, el Garaiya ya no puede competir en la serie.
De manera similar, el Garaiya RS01 (también conocido simplemente como RS01) fue un segundo intento del ZZII, que pretendía ser un complemento más grande y rápido del ZZ, con una variedad de motores que iban desde los 2.0 hasta los 3.5 litros para adaptarse a diversas regulaciones de carreras, ya que fue diseñado para ser un auto de carreras con especificaciones de la FIA, con una versión de carretera y un peso objetivo de 1000 kilogramos (2204,6 lb).  El prototipo estaba equipado con un motor RB26DETT modificado que producía 542 CV (404,2 kW) y también contaba con el sistema de tracción total ATTESA E-TS Pro del R34 Skyline GT-R.